# Cutremurele din județul Galați din 2013
În 2013, în județul Galați a avut loc o serie neobișnuită de cutremure.

## Cutremure
Din 23 septembrie 2013, în județul Galați s-au înregistrat numeroase cutremure crustale, cu focare la adâncimi foarte mici (5±2 km). Epicentrele au fost localizate la 16-20 km N-V de municipiul Galați, în apropierea comunelor Schela și Slobozia Conachi (sat Izvoarele).
Între 23 septembrie - 1 octombrie 2013 s-au produs mai mult 40 de cutremure în această zonă, multe fiind resimțite de locuitorii din Izvoarele și Schela. Cele mai puternice dintre acestea (cu magnitudini de 3,9 și 4 grade pe scara Richter) s-au resimțit însă și în municipiile Galați, Brăila și Focșani. La 10 octombrie, numărul cutremurelor era de 217.
Autoritățile din Galați au intrat în alertă, neștiind care este cauza fenomenului.
Conform datelor publicate de Institutul Național de Cercetare-Dezvoltare pentru Fizica Pământului, seismele cu magnitudini egale sau mai mari de 2,5 grade au fost următoarele din tabel.

## Listă
|  | = Cutremur cu magnitudine 3,5 - 4 |

|  | = Cutremur cu magnitudine 2,5 - 3,4 |

| Dată          | Oră           | Coordonate    | Adâncime | Magnitudine | Intensitate |
| ------------- | ------------- | ------------- | -------- | ----------- | ----------- |
| 23 septembrie | 13h08min41sec | 45,52N 27,88E | 5,2 km   | 3 Mw        | II-III      |
| 25 septembrie | 3h36min11sec  | 45,55N 27,90E | 7,2 km   | 3,3 Mw      | III         |
| 25 septembrie | 5h50min41sec  | 45,54N 27,87E | 6,2 km   | 3,4 Mw      | III         |
| 25 septembrie | 17h05min50sec | 45,55N 27,90E | 3,7 km   | 2,8 Mw      | II          |
| 25 septembrie | 18h43min23sec | 45,54N 27,91E | 3,5 km   | 3,2 Mw      | II-III      |
| 25 septembrie | 19h11min12sec | 45,55N 27,89E | 6,8 km   | 3,2 Mw      | II-III      |
| 27 septembrie | 16h11min12sec | 45,55N 27,89E | 7 km     | 3,2 Mw      | II-III      |
| 29 septembrie | 18h11min0sec  | 45,29N 27,50E | 4,9 km   | 4 Mw        | IV          |
| 29 septembrie | 21h10min51sec | 45,49N 27,84E | 5 km     | 3,9 Mw      | IV          |
| 30 septembrie | 8h01min57sec  | 45,49N 27,79E | 4,9 km   | 3,6 Mw      | III-IV      |
| 30 septembrie | 17h31min49sec | 45,55N 27,91E | 1,9 km   | 2,9 Mw      | II-III      |
| 30 septembrie | 21h07min37sec | 45,53N 27,87E | 7 km     | 3,5 Mw      | II-III      |
| 30 septembrie | 21h18min06sec | 45,53N 27,88E | 7 km     | 3 Mw        | II-III      |
| 1 octombrie   | 0h07min37sec  | 45,53N 27,87E | 6,8 km   | 2,5 Mw      | II          |
| 1 octombrie   | 0h18min06sec  | 45,53N 27,88E | 7,1 km   | 3 Mw        | III         |
| 1 octombrie   | 18h13min30sec | 45,54N 27,87E | 5,4 km   | 2,8 Mw      | II          |
| 1 octombrie   | 21h19min32sec | 45,58N 28,01E | 5,0 km   | 2,5 Mw      | II          |
| 2 octombrie   | 23h47min08sec | 45,55N 27,90E | 5 km     | 2,9 Mw      | II-III      |
| 2 octombrie   | 23h52min37sec | 45,52N 27,82E | 3 km     | 3 Mw        | III         |
| 3 octombrie   | 4h37min40sec  | 45,52N 27,85E | 5 km     | 3,6 Mw      | III         |
| 3 octombrie   | 4h43min37sec  | 45,54N 27,96E | 2 km     | 2,9 Mw      | II          |
| 3 octombrie   | 5h34min46sec  | 45,54N 27,90E | 2 km     | 2,8 Mw      | II-III      |
| 3 octombrie   | 5h52min50sec  | 45,54N 27,91E | 5 km     | 3 Mw        | II-III      |
| 3 octombrie   | 6h41min47sec  | 45,55N 27,92E | 4 km     | 3,1 Mw      | II-III      |
| 3 octombrie   | 9h27min41sec  | 45,57N 27,91E | 4 km     | 3,8 Mw      | IV          |
| 4 octombrie   | 14h29min26sec | 45,56N 27,96E | 8 km     | 3,8 Mw      | IV          |
| 4 octombrie   | 14h38min17sec | 45,54N 27,93E | 6 km     | 2,9 Mw      | III-IV      |
| 4 octombrie   | 15h11min16sec | 45,54N 27,93E | 7 km     | 2,5 Mw      | II-III      |
| 4 octombrie   | 17h25min58sec | 45,52N 27,89E | 3 km     | 2,9 Mw      | II-III      |
| 4 octombrie   | 21h8min11sec  | 45,54N 27,89E | 9 km     | 3,4 Mw      | II-III      |
| 4 octombrie   | 21h11min33sec | 45,52N 27,88E | 6 km     | 2,6 Mw      | II          |
| 5 octombrie   | 15h19min07sec | 45,53N 27,89E | 5 km     | 3,5 Mw      | III         |
| 5 octombrie   | 15h20min20sec | 45,52N 27,85E | 5 km     | 3,3 Mw      | II          |
| 5 octombrie   | 15h21min06sec | 45,48N 27,78E | 2 km     | 2,9 Mw      | II          |
| 6 octombrie   | 2h35min15sec  | 45,53N 27,91E | 3 km     | 2,8 Mw      | II          |

- Note: Cutremure M2.5+ .
- Sursă principală: INFP[nefuncțională]
.

## Cauze
Inițial, specialiștii au considerat că mișcările sesimice au fost provocate de ploile abundente și de inundațiile din zonă.
Pe baza primelor cercetări la fața locului, seismologii  de la Institutului Național Pentru Fizica Pământului spun că de vină ar fi o falie mai veche, o zonă sensibilă seismic, care s-a reactivat.
Primele concluzii ale experților, pe baza datelor colectate, sunt că cutremurele pot fi naturale (sufoziune mecanică) sau antropice (o activitate de extracție bazată și pe sonde injectie).

## Reacții
Emil Străinu susține că mișcările tectonice au fost provocate de mâna omului, prin activități ilegale de foraj, care nu au respectat normele de protecție a mediului.
George Purcaru, președintele Secției de Predicție a Comisiei Europene de Seismologie, afirmă că numărul mare de cutremure este cauzat de acumulările de ape ca urmare a ploilor abundente din septembrie 2013.
Gheorghe Mărmureanu, fostul director al Institutului pentru Fizica Pământului, susține că de vină sunt injectările cu apă cu sare pentru a scoate petrolul. Anterior, în ianuarie 2013, Gheorghe Mărmureanu afirma că anul 2013 va fi marcat de o activitate seismică intensă, dar vor fi cutremure de mică intensitate, care nu vor provoca victime sau pagube materiale. În noaptea de 5 spre 6 octombrie a avut loc un seism cu magnitudine de aproape 5,5 grade pe scara Richter. Acesta a avut loc în Vrancea, la o adâncime de 140 de kilometri, dar s-a simțit în București și în numeroase alte orașe din România. În aceeași noapte au avut loc și alte cutremure mai mici în Galați.
Potrivit lui Gheorghe Funar, cutremurele sunt „rezultatul unui experiment străin” și că „are loc o acțiune premeditată a unui stat vecin care folosește țara noastră drept câmp de experiment”. România ar fi printre puținele țări europene „care nu are bine pus la punct un sistem pentru a preveni producerea unor astfel de fenomene artificiale”. Ar exista un astfel de sistem produs în Republica Moldova care ar detecta și ar preveni experimentele care vizează intervențiile active și/sau ostile în atmosferă. În Monitorul Oficial, Partea I nr. 715 din 21/10/2008, Guvernul României a publicat Legea nr. 173/2008 privind intervențiile active în atmosferă Gheorghe Funar: „din păcate, la Galați nu este instalat un astfel de sistem”.